# زمین شماره ۱ ویمبلدون
زمین شماره ۱ ویمبلدون (انگلیسی: No. 1 Court) یک ورزشگاه مخصوص تنیس در ویمبلدون، لندن است.
این ورزشگاه که در سال ۱۹۹۷ ساخته شده در باشگاه تنیس و کروکت انگلستان قرار دارد و یکی از دو ورزشگاه میزبان مسابقات تنیس ویمبلدون است..

## نگارخانه

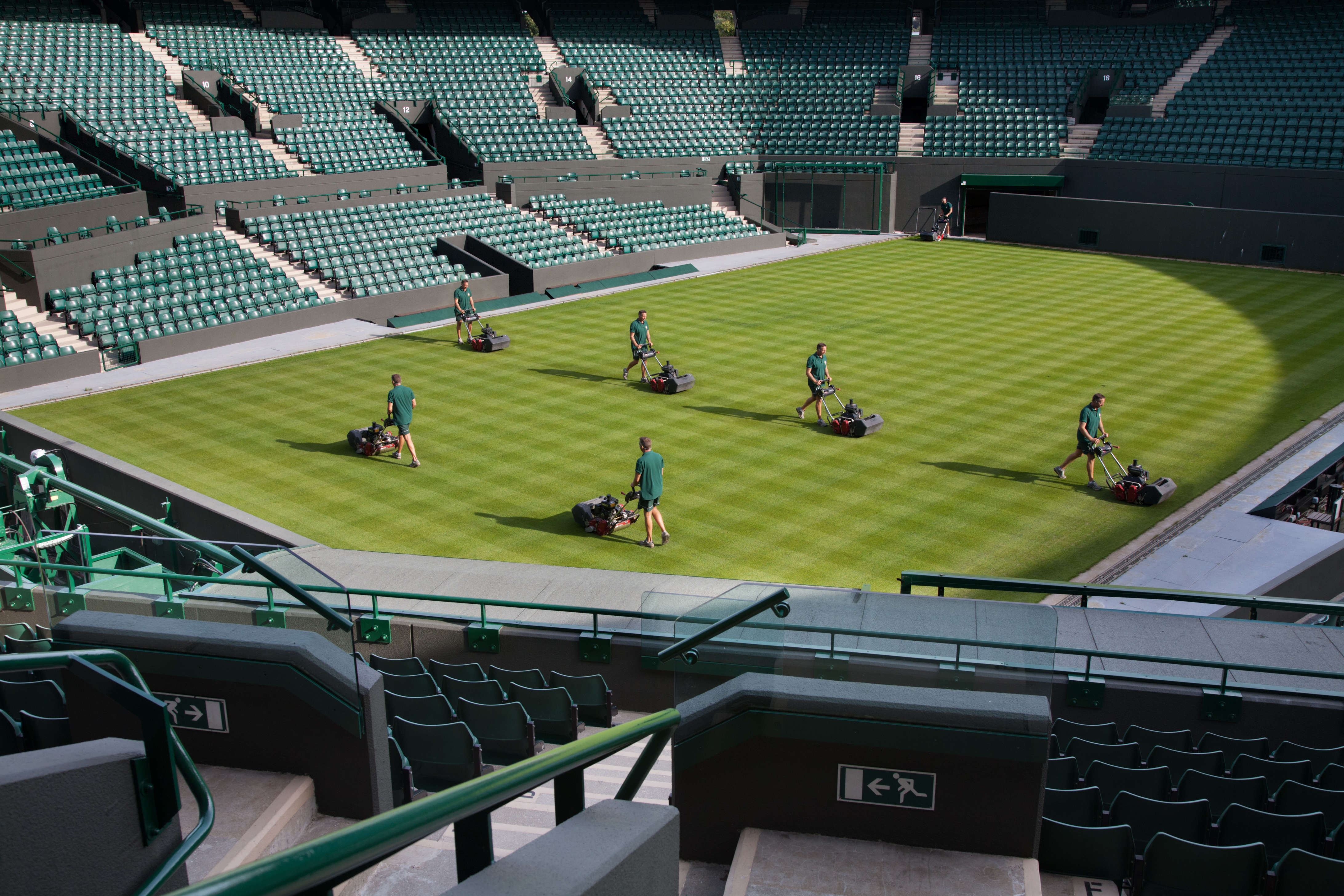
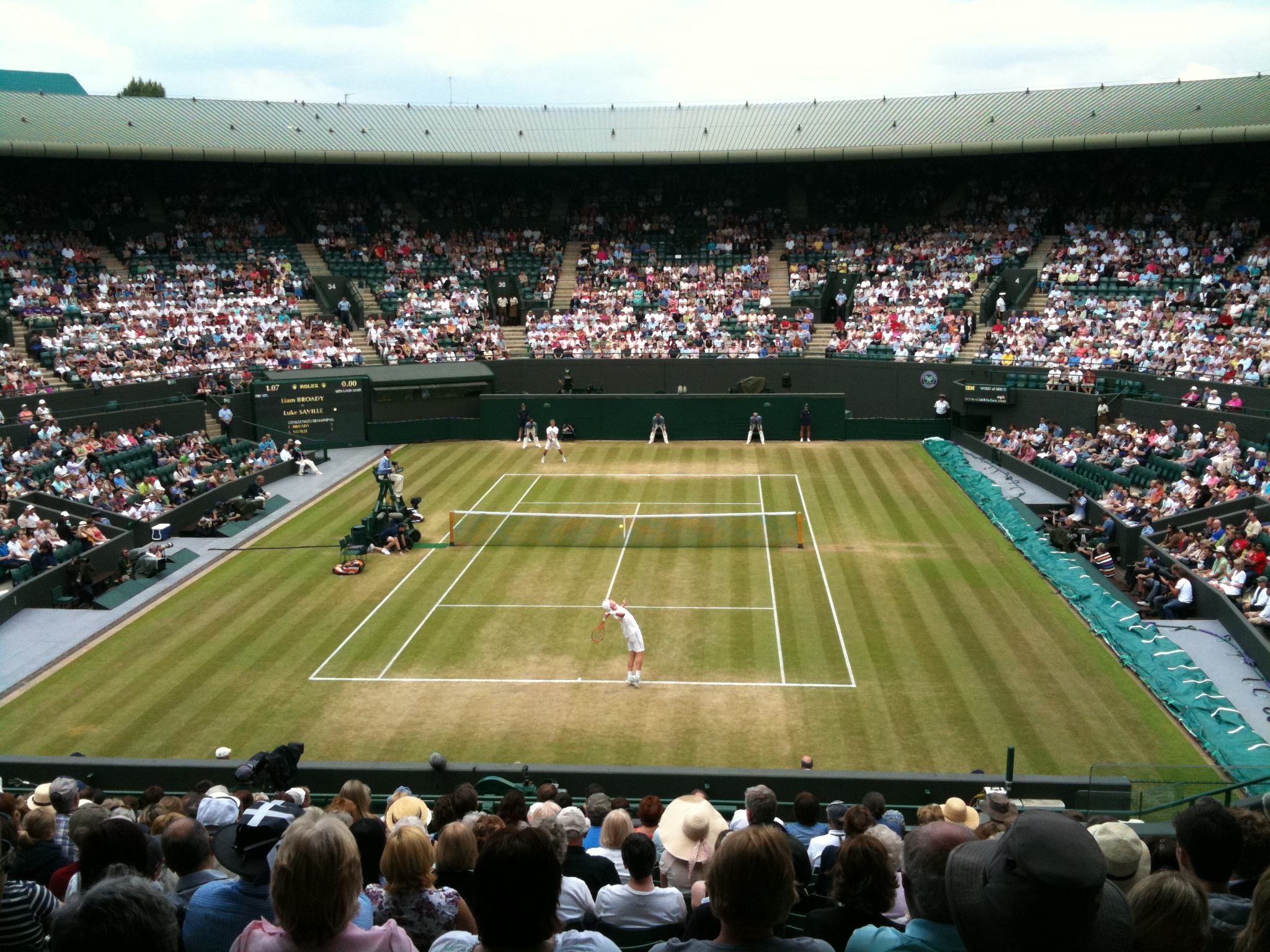
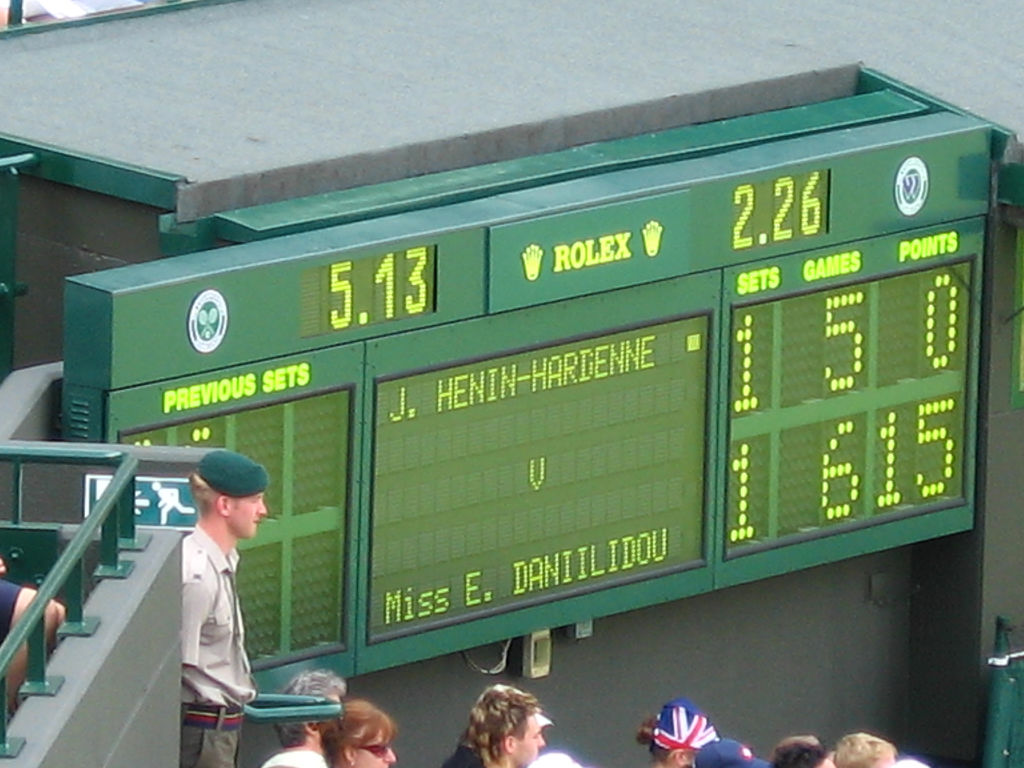
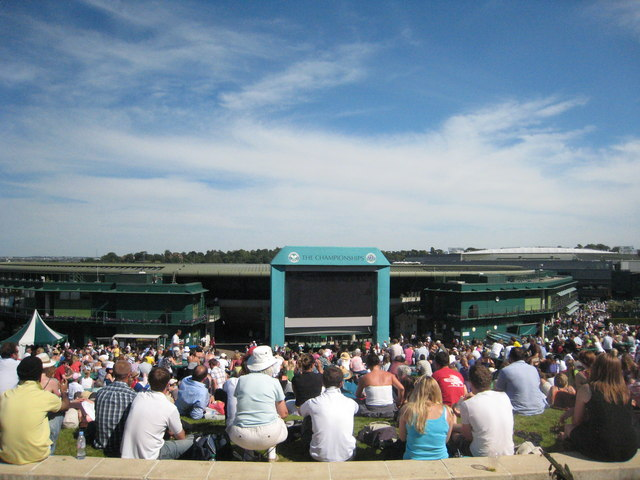